# Милан Родић
Милан Родић (Средња Гора, 9. мај 1945) је српски политичар. Члан је председништва странке Одрживи развој Хрватске – ОРаХ. Дуго година је био председник Српске народне странке у Хрватској.

## Биографија
Рођен је у Лици, у месту Средња Гора код Удбине од оца Душана и мајке Софије. Одраставо је у Огулину, где је завршио основну школу и гимназију. Дипломирао је право на Универзитету у Загребу. После факултета враћа се у Огулих где се оженио. Прво је радио у транспортним фирмама „Превоз“ из Огулина и „Аутотранс“ из Ријеке као кадровик. У органима општинске управе Града Огулина као правник од 1984. до 1991. године.
Говори немачки, енглески и словеначки језик.

### Политички ангажман
За председника Српске народне странке изабран је 30. априла 2007. године на конвенцији странке после смрти оснивача и првог председника Милана Ђукића. Један је од оснивача Коалиције „Српска слога“.
На парламентарним изборима 2011. године нашао се на листи Коалиције српских странака у 12. изборној јединици где је освојио 9,5% гласова што је било недовољно за улазак у Хрватски сабор.
Оставку на место председника Српске напредне странке крајем октобра 2013. године. Након тога придружује се странци Одрживи развој Хрватске – ОРаХ који оснива Мирела Холи у новембру исте године.